# Unare
Unare is een geslacht van hooiwagens uit de familie Zalmoxioidae.
De wetenschappelijke naam Unare is voor het eerst geldig gepubliceerd door M. A. González-Sponga in 1987. 

## Soorten
Unare is monotypisch en omvat slechts de volgende soort:
- Unare videodifficultatis